# أنطونيا إبراهام
أنطونيا إبراهام (بالإسبانية: Antonia Francisca Abraham Schüssler)‏ هي مجدفة تشيلية، ولدت في 7 يوليو 1997 في سان بيدرو دي لا باز في تشيلي.

## وصلات خارجية
- أنطونيا إبراهام على موقع الاتحاد الدولي للتجديف (الإنجليزية)
- أنطونيا إبراهام على موقع اللجنة الأولمبية الدولية (الإنجليزية)
- أنطونيا إبراهام على موقع أوليمبيديا (الإنجليزية)